# Tepuihyla rimarum
Tepuihyla rimarum là một loài ếch trong họ Nhái bén. Chúng là loài đặc hữu của Venezuela.
Các môi trường sống tự nhiên của chúng là vùng cây bụi nhiệt đới hoặc cận nhiệt đới vùng đất cao, sông, đầm nước, đầm nước ngọt có nước theo mùa, và vùng nhiều đá.